# André Rouvoet
André Rouvoet (Hilversum, 4 januari 1962) is een Nederlands bestuurder en voormalig politicus. In het kabinet-Balkenende IV was hij minister voor Jeugd en Gezin en vicepremier. Op 23 februari 2010, na de val van dit kabinet, werd hij als demissionair minister tevens benoemd tot minister van Onderwijs, Cultuur en Wetenschap, tot 14 oktober 2010. Eerder was hij namens de ChristenUnie en de RPF lid van de Tweede Kamer. Op 29 april 2011 kondigde hij zijn vertrek uit de politiek aan en op 14 mei nam de ChristenUnie afscheid van hem.

## Levensloop
André Rouvoet groeide op als zoon van een groenteboer. Hij volgde het gymnasium aan het Hilversumse Comenius College en was de enige van vier kinderen die mocht studeren. Hij ging een studie rechts- en staatsfilosofie volgen aan de Vrije Universiteit Amsterdam. Hij verdiepte zich in de ideeën van de orthodox-protestantse staatsman Abraham Kuyper via colleges van hoogleraar reformatorische wijsbegeerte Egbert Schuurman. In 1986 behaalde hij zijn doctoraal. Hij was op dat moment al fractiemedewerker van de Reformatorische Politieke Federatie (RPF) in de Tweede Kamer, op voorspraak van zijn leermeester Schuurman, die senator voor die partij was.
In datzelfde jaar was hij lijsttrekker van de gecombineerde GPV/SGP/RPF-lijst in de gemeente Maarssen, maar hij slaagde er niet in gekozen te worden. In april 1986 werd hij beleidsmedewerker bij een organisatie voor speciaal onderwijs en jeugdgezondheidszorg, maar in augustus 1987 keerde hij terug bij de RPF, als wetenschappelijk medewerker van de Marnix van St. Aldegonde Stichting, het wetenschappelijk bureau van de RPF. Op 1 januari 1989 werd hij directeur van het bureau. Tevens was hij freelance docent politicologie en staatsinrichting aan de Evangelische School voor Journalistiek in Amersfoort.
Bij de Tweede Kamerverkiezingen 1994 werd Rouvoet namens de RPF in de Tweede Kamer gekozen. Hij hield zich in de Kamer bezig met justitie, volksgezondheid, welzijn, sport en Europese zaken en maakte deel uit van de parlementaire enquêtecommissie opsporingsmethoden, waarvan Maarten van Traa de voorzitter was. De commissie concludeerde, kort gezegd, dat de opsporingsdiensten gebruik maakten van illegale methoden en deed voorstellen om een aantal van deze methodes te legaliseren. Dit leidde tot de invoering van de Wet bijzondere opsporingsbevoegdheden.
Ook in 1998 werd hij tot RPF-Kamerlid gekozen. Vanaf maart 2001 trad hij met zijn partij toe tot de ChristenUnie, de fusie van de RPF met het GPV. In november 2002 werd Rouvoet fractievoorzitter van de nog jonge partij, nadat zijn voorganger Kars Veling na een machtsstrijd teleurgesteld uit de politiek was gestapt. Bij de verkiezingen van 2003 en 2006 was Rouvoet lijsttrekker. Als fractievoorzitter kreeg hij veel waardering. Zo ontving hij in 2003 de Thorbeckeprijs, een prijs voor politieke welsprekendheid, en werd hij in 2004 door de parlementaire pers uitgeroepen tot politicus van het jaar. In 2005 was hij duidelijk in beeld door zijn campagne tegen de Europese grondwet in de aanloop naar het Nederlands referendum hierover.

### Minister voor Jeugd en Gezin

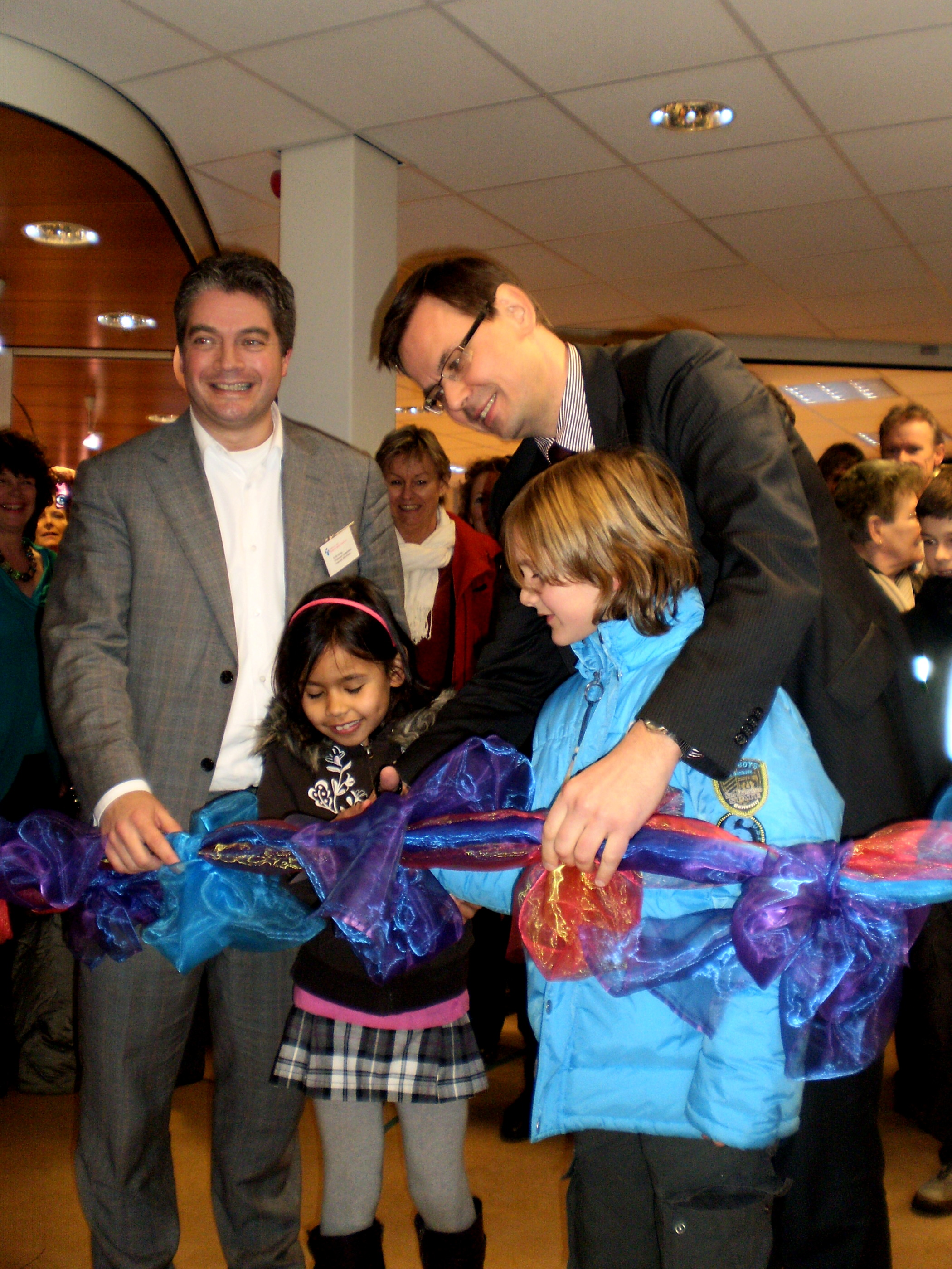
Rouvoet opent een Centrum voor Jeugd en Gezin in zijn geboorteplaats Hilversum (2010)

Na verkiezingswinst in 2006 kregen de ChristenUnie en Rouvoet de kans om met het CDA en de PvdA een coalitie te vormen. De onderhandelingen slaagden en op 22 februari 2007 werd hij beëdigd als minister voor Jeugd en Gezin in het kabinet-Balkenende IV. De speciale programmaminister, die ressorteerde onder het ministerie van Volksgezondheid, Welzijn en Sport, was een nieuwe, interdepartementale functie, in het leven geroepen om een integraal beleid mogelijk te maken in alle zaken die met jeugd en gezin te maken hebben.
Een van de speerpunten van Rouvoets beleid was het opzetten van Centra voor Jeugd en Gezin (CJG’s). Hier kunnen ouders, kinderen, jongeren en professionals terecht met allerlei vragen over opvoeden en opgroeien. De centra werden als herkenbaar inlooppunt in elke gemeente opgezet en de gemeenten voeren er de regie over. In 2008 werden de eerste CJG’s gerealiseerd.
Een ander punt waarvoor Rouvoet zich sterk heeft gemaakt was de invoering van het zogeheten Elektronisch Kinddossier Jeugdgezondheidszorg (EKD JGZ), waarmee landelijke uitwisseling van gegevens op het gebied van de jeugdgezondheidszorg mogelijk moest worden gemaakt. Consultatiebureau-artsen en verpleegkundigen van de jeugdgezondheidszorg houden het EKD JGZ bij en gebruiken het bij elk contact voor registratie en informatie.
Andere beleidszaken van minister Rouvoet waren onder andere het kindgebonden budget (een tegemoetkoming in de kosten van de opvoeding van kinderen tot 18 jaar; ingegaan op 1 januari 2009), terugdringing van kindermishandeling, voorkoming van jeugdcriminaliteit en het Ouderschapsplan. Dit laatste is een document waarin gescheiden ouders afspraken vastleggen over het verdelen van de zorg voor hun kinderen, de alimentatie voor de kinderen en informatie-uitwisseling (ouders moeten elkaar op de hoogte houden over hun kinderen). De Wet bevordering voortgezet ouderschap en zorgvuldige scheiding, opgesteld samen met het ministerie van Justitie en in november 2008 door de Eerste Kamer goedgekeurd, stelt dit plan verplicht bij echtscheidingen.
In mei 2008 ontstond een conflict in de regeringscoalitie, naar aanleiding van een brief waarin staatssecretaris van Volksgezondheid Jet Bussemaker (PvdA) verruiming aankondigde van de mogelijkheden voor embryoselectie. Rouvoet was daarover ontstemd omdat zijn partij principieel tegen embryoselectie was en omdat hij vooraf niet van de brief wist. Het conflict liep hoog op, maar in juni 2008 bereikten Rouvoet, Bussemaker en minister van Volksgezondheid Ab Klink (CDA) een akkoord over de criteria die moesten gaan gelden voor embryoselectie. Een landelijke commissie ging verdere richtlijnen opstellen voor de toepassing ervan. De oplossing werd vaak een compromis genoemd, maar Rouvoet weersprak dat. Hij zei: "We hebben een weg gevonden die voor alle drie de partijen begaanbaar en verdedigbaar is."
In augustus 2009 kwam Rouvoet met een voorstel voor het omlaag brengen van kinderbijslag voor kinderen van werknemers in Nederland die niet in de Europese Unie leven.

### Minister voor J&G en van OCW
Op 23 februari 2010 werd Rouvoet na val kabinet minister van Onderwijs, Cultuur en Wetenschap (OCW). Hij nam het takenpakket van de afgetreden staatssecretaris van OCW Dijksma over. Tot zijn kerntaken op OCW-gebied behoorden zodoende primair onderwijs, speciaal onderwijs, onderwijsachterstandenbeleid, voorschoolse opvang en kinderopvang, arbeidsvoorwaarden onderwijspersoneel en onderwijsinspectie. Dat hij het pakket (homo-)emancipatiezaken niet overnam van zijn voorganger Plasterk, maar dit overliet aan staatssecretaris Van Bijsterveldt, leidde tot commentaar in onder meer de Tweede Kamer, waar hij de taakverdeling met succes verdedigde. Kort daarvoor had hij wel excuses aangeboden voor zijn uitspraak in een interview dat Plasterk een "minister van feesten en partijen en emancipatiebeleid" was geweest.
Op een partijcongres in Lunteren op 24 april 2010 maakte Rouvoet bekend na de Tweede Kamerverkiezingen van 9 juni dat jaar weer als Kamerlid voor de partij te willen optreden, ook als de ChristenUnie mocht deelnemen aan een coalitie. "De komende vier jaar zit deze jongen namens u in de Tweede Kamer", zo hield hij de partijleden voor.
Per 17 mei 2011 verliet hij echter de Tweede Kamer, waar hij toen in totaal 5000 dagen lid van was geweest. Hij liet het fractievoorzitterschap aan Arie Slob.
In een interview met NU.nl liet Rouvoet doorschemeren dat hij als vicepremier tot het kabinet-Balkenende IV toetrad, omdat de 'chemie' tussen Jan Peter Balkenende en Wouter Bos vooral in het begin ontbrak. Hij gaf toe dat Balkenende en Bos nooit echt politieke vrienden van elkaar zijn geworden en dat informateur Herman Wijffels hem een bemiddelende rol toedacht in het kabinet.

### Na de politiek
- Rouvoet werd op 1 februari 2012 voorzitter van de koepelorganisatie Zorgverzekeraars Nederland (ZN). Hij volgde daar Hans Wiegel op. Per 1 februari 2020 werd Rouvoet opgevolgd door Dirk Jan van den Berg.[8]
- Per 1 juli 2020 werd hij aspirant-voorzitter van GGD GHOR Nederland, de koepelorganisatie van de 25 gemeentelijke gezondheidsdiensten (GGD’s) en Geneeskundige Hulpverleningsorganisaties in de Regio (GHOR). Hij volgde hiermee Tonny van de Vondervoort op. Per 1 augustus dat jaar is hij formeel voorzitter.[9]

### Verdere activiteiten
- Per 1 januari 2012 is Rouvoet voorzitter van Stichting Present, een christelijke organisatie die bemiddelt tussen vragers en aanbieders van hulp.
- In oktober 2012 werd hij aangewezen als voorzitter van de commissie die maatregelen moet opstellen om seksueel misbruik in de jeugdzorg tegen te gaan, op basis van de aanbevelingen van de commissie-Samson, die dit probleem in kaart heeft gebracht.
- In maart 2013 speelde hij de rol van een van de discipelen van Jezus in de musical The Passion.
- In september 2017 werd hij op voordracht van het kabinet-Rutte II aangesteld als voorzitter van het Platform Scheiden zonder schade (ook wel Platform Divorce Challenge genaamd), dat de opdracht kreeg met voorstellen te komen om de schade ten gevolge van vechtscheidingen te beperken. Op 22 februari 2018 presenteerde het platform zijn voorstellen.[10]
- Op 7 april 2020 werd hij lid van de raad van commissarissen van zorgconcern Espria. Per 1 juni dat jaar werd hij tevens voorzitter van dat college, waarmee hij Han Noten opvolgde.[11][12]

## Onderscheidingen
Op 10 mei 2022 ontving Rouvoet ter gelegenheid van de 30-jarige diplomatieke betrekkingen Armenië - Nederland uit handen van de Armeense minister-president Nikol Pashinyan de Medal of "Mkhitar Gosh" van Armenië. 

## Privéleven
André Rouvoet is woonachtig in Woerden. Hij is in 1986 getrouwd en is vader van vier dochters en één zoon. Zijn echtgenote is arts. Rouvoet is lid van de Christelijke Gereformeerde Kerken.

## Publicaties
- "Wet en zin als hoofdthema's", in Beweging (1986), ISSN 01671766
- Reformatorische Staatsvisie - De RPF en het ambt van de overheid. Nunspeet, Marnix van St. Aldegondestichting, 1992. ISBN 9072016122
- "Agenda voor de christelijke politiek", in: Reformatorische Cultuurvisie, (1993), ISBN 9072016157
- Politiek met een hart. Beschouwingen over politiek en moraal. Kampen, Kok, 2000. ISBN 9043502944
- Het hart van de zaak. Over de betekenis van geloven in de politiek. Amsterdam, Bakker, 2006. ISBN 9789035131002
- Zwevende politici. Over opportunisme in Den Haag. Paul Witteman in gesprek met André Rouvoet. Amsterdam, Balans, 2006. ISBN 9789050188159
- Macht dienstbaar maken aan gerechtigheid. Over de ChristenUnie en regeringsverantwoordelijkheid. Amersfoort, Mr. G. Groen van Prinsterer Stichting, 2009. ISBN 9789071075100

### Over André Rouvoet
- André Rouvoet. Bert van Nieuwenhuizen (red.). Uitgeverij Aspekt, ISBN 9789059115613. Verzameling ongeautoriseerde biografieën. Met een voorwoord van Gert Schutte; bijdragen van o.a. Egbert Schuurman, Kathleen Ferrier, Elsbeth Etty en George Harinck.

## Onderscheiding
- Thorbeckeprijs voor welsprekendheid (november 2003)
- Officier in de Orde van Oranje-Nassau (december 2010)